# Narcís de Carreras i Guiteras
Narcís de Carreras Guiteras (La Bisbal d'Empordà, 16 d'agost de 1905 – Barcelona, 11 d'octubre de 1991) fou un advocat i polític català.
Casat amb la també bisbalenca Dolors Serra i Forns, van traslladar-se aviat a Barcelona. Inicialment, milità a la Lliga Catalana i fou col·laborador de Francesc Cambó fins al 1939. Posteriorment fou president del Futbol Club Barcelona (1968-1969) i de La Caixa de Pensions (1972-1980), regidor de l'Ajuntament de Barcelona i procurador en Corts (1967-1971).
Hom considera Narcís de Carreras el primer a expressar la idea del Barça com a "més que un club" durant la presa de possessió del càrrec de president del Barça el 17 de gener del 1968. Va presidir del 1956 al 1957, la Federació Catalana de Futbol.
Malgrat aquesta anècdota d'aparent catalanisme, Narcís de Carreras (més conegut com a Narciso de Carreras) va ser un col·laborador decidit del règim franquista; a tall d'exemple, l'article d'opinió "La política o la ilusión del bien común" aparegut a La Vanguardia en el "Día del Caudillo" l'1 d'octubre de 1960.
Pare del periodista i catedràtic de dret constitucional Francesc de Carreras, inicialment antifranquista però més conegut per ésser un dels fundadors del partit Ciudadanos - Partido de la Ciudadanía i de Lluís de Carreras i Serra. També fou cunyat del també president de La Caixa Salvador Millet i oncle i padrí del politic socialista Narcís Serra.

## Fons personal
El seu fons personal es conserva a l'Arxiu Nacional de Catalunya. La documentació del fons fa referència fonamentalment a la seva activitat com a secretari de Francesc Cambó durant el temps transcorregut entre l'esclat de la guerra civil i la mort d'aquest darrer. La part més important és la correspondència de Francesc Cambó amb diverses personalitats durant la guerra civil, la correspondència mantinguda amb Narcís de Carreras des l'aquella època i durant el posterior exili de Cambó i la correspondència sobre la gestió dels seus afers econòmics a la CHADE - Compañía Hispano-Americana de Electricidad -.
Per tant, el fons documental aplega: 
- Correspondència emesa i rebuda per Francesc Cambó (1936- 1940)
- Correspondència de Francesc Cambó amb Narcís de Carreras (1937 - 1947)
- Documentació sobre la CHADE (1936 - 1942)
- Documentació sobre la recuperació d'obres d'art de Francesc Cambó (1939 - 1947)
- Documentació de Narcís de Carreras, que també inclouria entre altres correspondència (1951 - 1972)[7]